# Юго-Западный лесопарк (Москва)
Юго-Западный лесопарк — лесопарк на юго-западе Москвы, расположенный на территории муниципальных округов Тропарёво-Никулино и Обручевский, в 600 метрах от станции метро Юго-Западная и в 1300 метрах от станции метро Беляево. Разделён Ленинским проспектом на две территории.

## Описание
На юго-восточной территории парка находится пруд Запятая, на северо-западную территорию попадает участок долины реки Самородинки от Ленинского проспекта до проспекта Вернадского. C 1991 года долина реки Самородинки является памятником природы.

### Флора и фауна
По воспоминаниям ветерана Великой Отечественной войны С. М. Суслова, большая часть леса, состоявшая до начала военных действий из дубов, лип, вязов, была спилена и пущена на оборонительные сооружения. На их месте начала расти берёзовая поросль, ныне преобладающая в лесопарке. В северной части, ближе к Самородинке, находятся послевоенные посадки сосны рядами. Ниже по течению, в углу из двух оврагов, расположены значительно более молодые посадки лип. По периметру парка имеются молодые дубы. В целом, флора лесопарка насчитывает более 120 видов. Среди лесных растений — осока волосистая, зеленчук, медуница неясная, вороний глаз четырёхлистный, копытень европейский и другие. Из особо охраняемых в Москве видов — ландыш майский и купальница европейская. В лесу обитает около 35 видов наземных позвоночных животных, среди которых землеройки, полёвки, белки. Из гнездящихся птиц, можно назвать дрозда рябинника, пересмешку, иволгу, соловья, пеночек, славок и других.

### Мемориальный камень
К 70-летнему юбилею Победы в Великой Отечественной войне в парке у одного из входов был установлен мемориальный камень. Здесь в 1941 году находилась позиция зенитной батареи, оборонявшей небо Москвы. От войны во всём парке осталось три позиции зенитных орудий.

## Фотогалерея

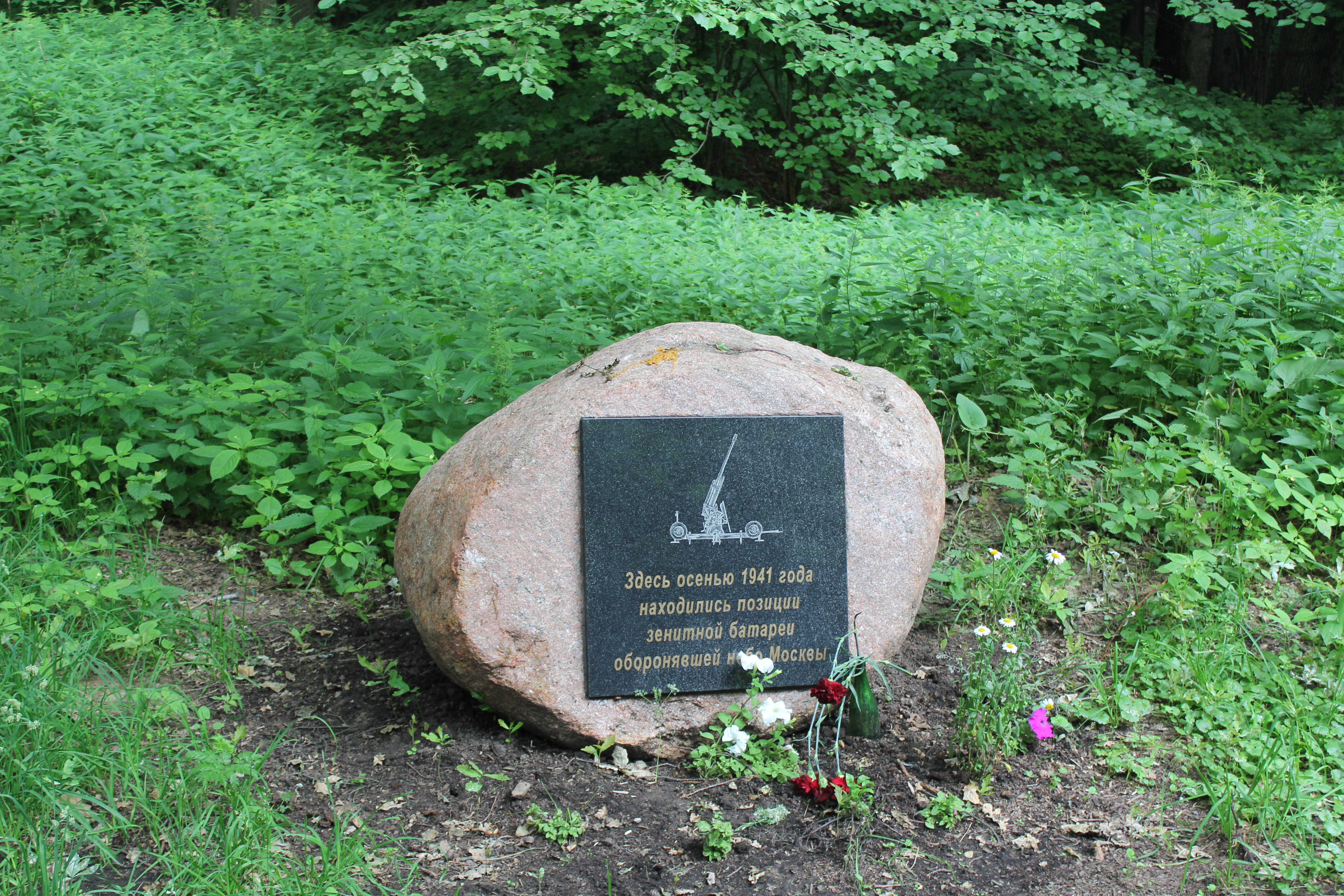
Мемориальный камень в Юго-Западном лесопарке
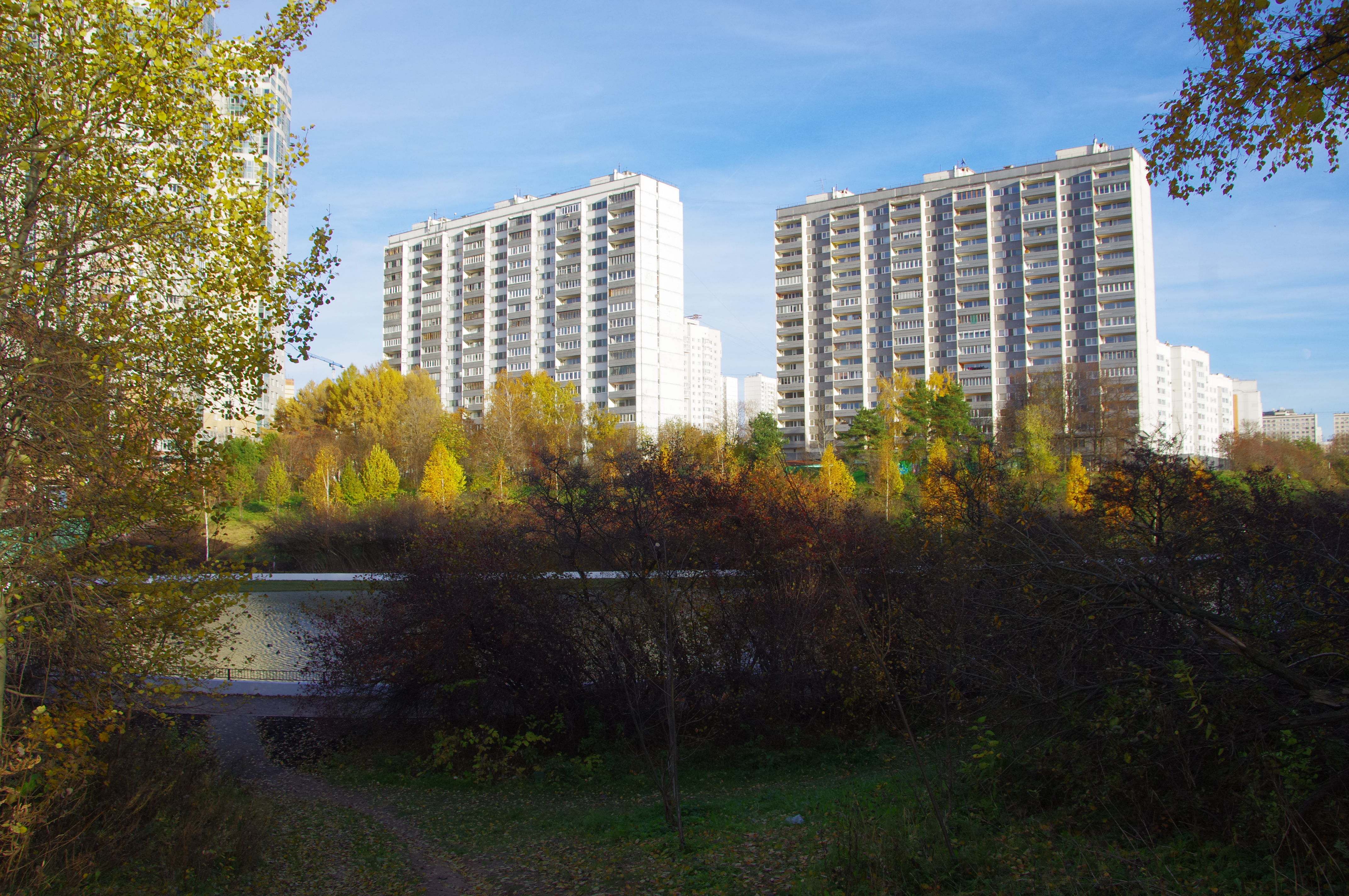
Пруд «Запятая» и близлежащая застройка
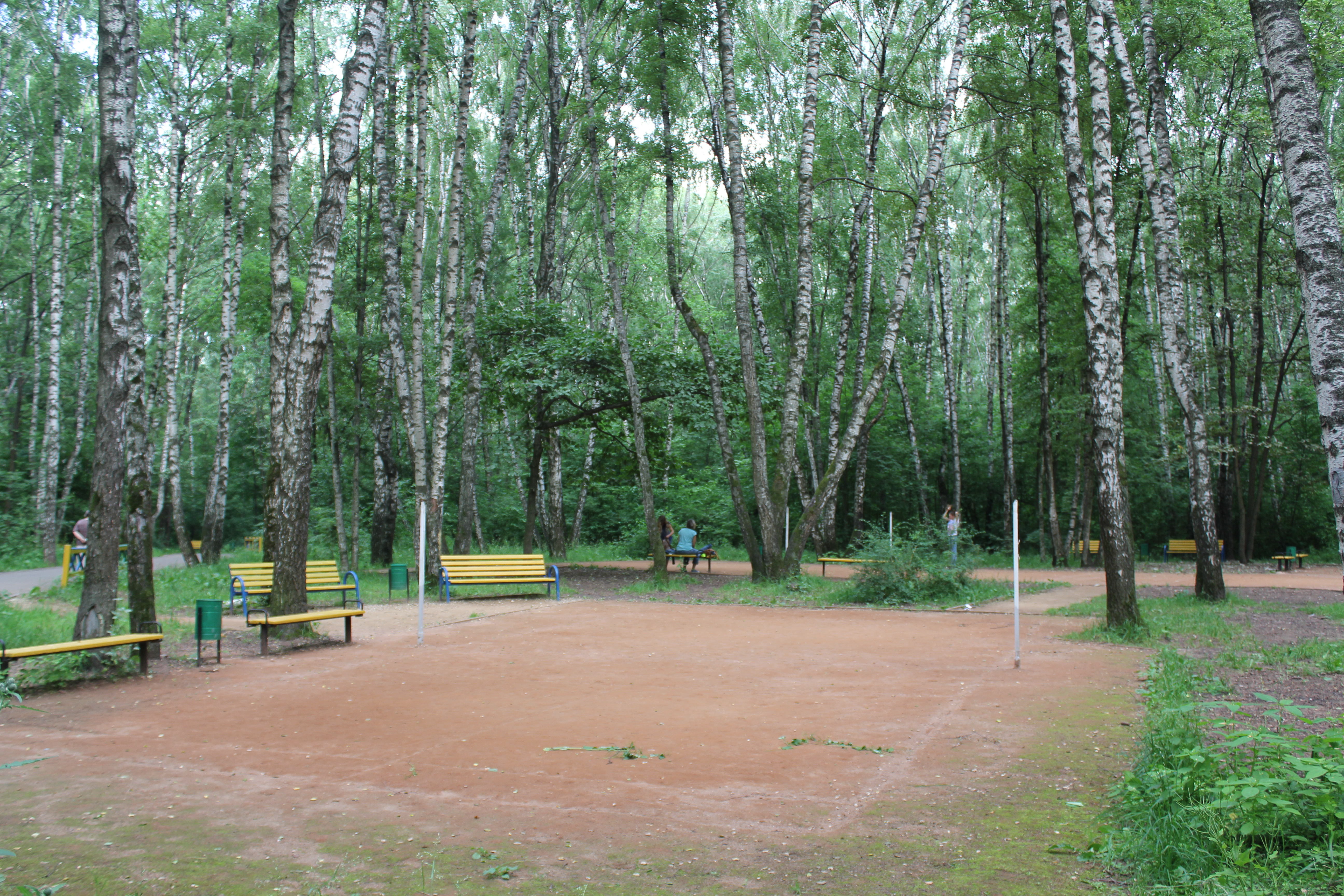
Бадминтонные площадки в Юго-Западном лесопарке
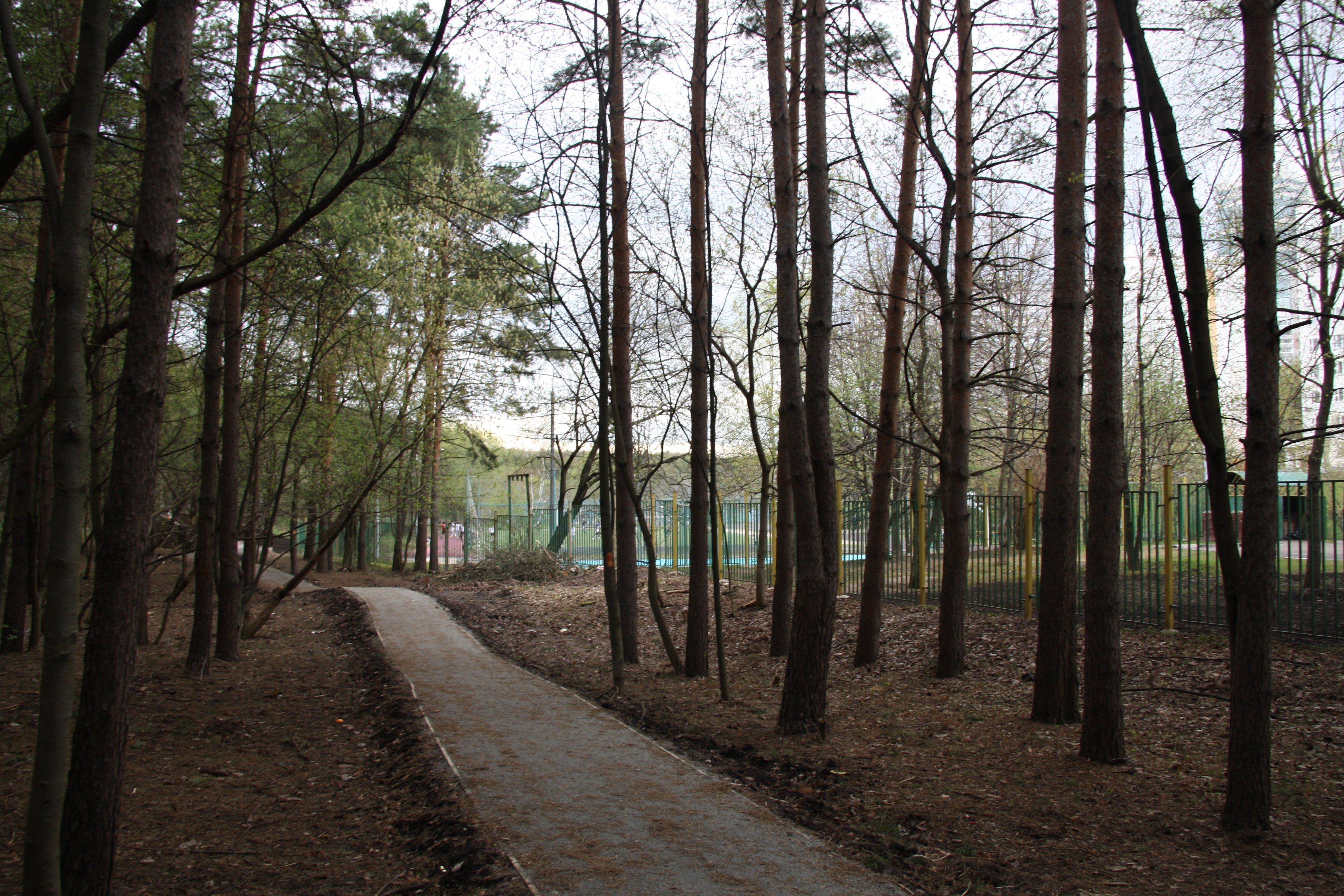
Граница лесопарка и школы №46